# Trygve Torjussen
Trygve Torjussen (Drammen, 14 november 1885 – 11 februari 1977) was een Noors componist en pianist.

## Achtergrond
Trygve Christian Torjussen werd geboren in het gezin van priester Torjus Christian Torjussen (1850-1927) en Juliane Svendsen Raegevig (1853-1950) en was gehuwd met Astri(d) Randem (22 december 1889-20 november 1977). Hun zoon Kristian Torjussen (17 augustus 1919- 2 juni 2002) is een enigszins bekend schilder, beïnvloed door Paul Klee en Wassily Kandinsky.

## Muziek
Torjussen studeerde in Oslo bij Gustav Lange, in Rome bij Giuseppe Rosati en in Stuttgart bij Samuel de Lange en Th. Wiehmayr. Hij debuteerde als pianist in 1911 in Oslo. Daarna begon hij direct les te geven aan het Conservatorium van Oslo (1911-1917) en veel later gaf hij lessen in muziektheorie aan het Barratt Due Muziekinstituut (1931-1941). In al die jaren was hij ook muziekcriticus voor Musikkbladet, Verdens Gang, Oslo Aftenavis en Tidens Tegn, maar was ook voorzitter van de Noorse coimponistenbond. Hij schreef diverse werkne, die op een na in de vergetelheid zijn geraakt. Zij bekendste, voor zover daar sprake van kan zijn,  werk is Towards the sun (Morgenstemming) uit zijn opus 4.

### Oeuvre (gedeeltelijk)
- Sommern i Norge
- Lyrische suite voor kamerorkest
- Kark voor solisten, koor en orkest
- een strijkkwartet
- Koorcyclus Vinterlandet (1932)
- April
- Nordlys
- opus 3: Noorse suite voor piano
- opus 4: Noorse bergidylles, zes pianostukken waaronder Morgenstimmung
- opus 6: Liederen
- opus 7 : Noordse sketches voor piano
- opus 9: Serenade triste/Pierrot et Columbine/Kolibri  (1912, Norske Musikforlag)
- opus 10: Lyrische toonbeelden voor piano
- opus 12: Drie werken voor piano (Landeveismarsch, Sommernat, Jonsokdans)
- opus 14: Havstemninger voor piano
- opus 15: Noorse melodieën
- opus 16: Noorse liederen en dansen voor piano
- opus 17: Vijf liederen voor zangstem en piano
- opus 19: Astrid, Valse lente voor piano
- opus 23: Vier liederen van Nora Nor
- opus 24: Noorse walzen voor piano (Borghild, Gudrun, Ingrid)
- opus 28: Drie pianowerken (Maaneskin, Elegisk dans, Orientalsk serenade) (1918, Norsk Musikforlag)
- opus 31: Twee karakterstukken
- opus 32: Zomer in Noorwegen, voor piano
- opus 33: Drie pianoschetsen (Indiansk marsch, Aftenhyme, Dans-humoreske)
- opus 36: Vier pianowerken
- opus 37: In Italië, suite voor piano
- opus 38: Drie balletbeelden
- opus 39: Impressies voor de piano (1924)
- opus 42: Zeven liederen op tekst van Valentin Wilhelm Hartvig Siewers
- opus 44: Episodes, negen werkjes voor piano
- opus 52: Vier liederen, waaronder Hesperia en Nirvana
- opus 51: Forest sprites en A pastoral scene
- opus 55: Composities voor zangstem en piano
- opus 56: Impromptu-etudes voor piano (1930)
- opus 57: Bagatelles, zes werkjes voor piano
- opus 59: Billeder fra den gamle stue
- opus 60: Vier liederen op teksten van Nordahl Grieg
- opus 63: Trollheim; suite voor piano
- opus 64: Tien korte etudes voor piano
- opus 65: Vijftien etudes voor piano
- opus 66: Arctische suite
- opus 68: Carnival voor piano vierhandig
- opus 76: Mars van de Bergkoning
- To digte af Herman Windenvey (1918, Norsk Musikforlag)

### Concert
- 29 januari 1914 begeleidde hij onder meer pianiste Mary Barratt Due in de concertzaal van Brødrene Hals, waarbij hij ook zijn eigen werkjes Foraar en Nordlys speelde

- Bibsys: 90553112
- Gemeinsame Normdatei: 1140067842
- International Standard Name Identifier: 0000 0000 7985 2089
- Library of Congress Control Number: no93018833
- Nationale Bibliotheek van Letland: 000293843
- Nationale Bibliotheek van Tsjechië: mzk2015867637
- Nederlandse Thesaurus van Auteursnamen: 373666241
- Virtual International Authority File: 17650280
- WorldCat: E39PBJgX9HQ7FXFVBVD6mcM3wC